# Englerina collinsii
Englerina collinsii là một loài thực vật có hoa trong họ Loranthaceae. Loài này được Polhill & Q.Luke mô tả khoa học đầu tiên năm 2008.